# محمد العبدولي
محمد العبدولي (مواليد 11 مايو 1997، لاعب كرة قدم إماراتي يجيد اللعب في الدفاع.
لعب سابقاً في نادي الجزيرة ونادي الفجيرة ونادي الذيد.

## روابط خارجية
- محمد العبدولي على موقع Soccerway.com (الإنجليزية)